# 박명기
박명기(朴明基)는 1958년 12월 17일 경상북도 문경군 산북면 흑송리에서 출생하여 예천군에서 자란 대한민국의 교수이다. 서울교육대학교 체육교육과 교수로 재직 중이다. 제18대 서울특별시 교육감 후보로 출마하였다가 2010년 6월 2일 치러질 교육감선거를 보름 앞두고 사퇴하였다.

## 학력
- 월지초등학교(입학)
- 당포초등학교(전학)
- 신광초등학교(졸업)
- 신광중학교
- 대구고등학교 졸업
- 서울대학교 사범대학 체육교육학 학사
- 서울대학교 교육대학원 석사
- 미국 노스캐롤라이나주립대학교 대학원 교육학 박사

## 병역
- 해병대 415기 병장 만기 제대

## 경력
- 금옥여자중학교 교사
- 목일중학교 교사
- 한국스포츠교육학회 사무총장
- 제3대 서울특별시 교육위원(부의장)
- 제3대 전국교육위원회부의장협의회 회장
- 제4대 서울특별시 교육위원
- 제4대 전국교육위원협의회 교육자치특별위원회 위원장
- 제5대 서울특별시 교육위원
- 한국교육연구소 운영위원
- EBM열린포럼 자문위원
- 아름다운가게 자문위원
- 서울교육포럼 운영위원
- 함께하는 교육시민모임 운영위원
- 한국지역사회교육협의회 이사
- 위례시민연대 공동대표
- 서울교육대학교 체육교육과 교수

## 사건 및 논란
2011년 8월 26일 서울중앙지검 공안1부(이진한 부장검사)는 2010년 6·2 전국동시지방선거 당시 서울특별시교육청 교육감 후보였던 박명기 서울교대 교수와 박 교수의 동생을 공직선거법 위반 혐의로 체포했다.
검찰은 박 교수가 작년 서울특별시교육청 교육감 선거를 앞두고 진보진영이 곽노현 교육감으로 후보 단일화에 합의하면서 후보 사퇴를 하는 조건으로 곽노현 교육감 측으로부터 금품을 수수한 것으로 보고 단일화에 따른 대가성 여부를 추궁하는 것으로 전해졌다.
이에 대해 서울특별시교육청 조신 공보관은 "지난 선거과정에서 후보 단일화가 된 것이 캠프 대 캠프로 된 것이 아니라 진보진영에서 단일화되면서 중재가 된 것이며, (돈이 오간) 그런 일이 없었고, 있을 수도 없었다"고 부인했다.

2011년 8월 28일 오후 4시30분 곽노현 교육감은 서울특별시교육청에서 검찰 수사와 관련한 기자회견을 열고 "박명기 서울교대 교수에게 선의로 총 2억원을 지원했으며 오직 박명기 교수의 어려운 처지를 외면할 수 없어 선의의 지원을 했을 뿐"이라고 밝혔다. 그러나 이 주장은 돈을 받은 것으로 알려진 박명기 교수가 검찰 조사중 "서울시 교육감을 사퇴하는 대가로 돈을 받았으며 원래 받기로 한돈은 7억원이다." 라고 주장한 진술과 엇갈려 파장이 예상되고 있다.
곽노현 교육감은 이날 미리 준비한 입장 발표문을 10분에 걸쳐 읽어내려간 뒤 기자들의 질문을 받지 않고 곧장 자리를 떠났다.

2011년 8월 28일 오전 서울중앙지검 공안1부(이진한 부장검사)는 26일 긴급체포한 박 교수를 상대로 금품수수 경위 등을 조사한 뒤 공직선거법 위반 혐의로 구속영장을 청구했다고 밝혔다.
1심에서는 징역 3년이 선고됐다.

## 같이 보기
- 서울특별시교육청
- 곽노현